# Língua cocopah
O Cocopahé uma língua Delta-Yumana falada pelo povo indígena Cocopah dos Estados Unidos e do México. Eram menos de 400 os falantes no início do século XXI. Num esforço para manter viva a língua, o Museu Cocopah vem oferecendo de aulas do idioma para crianças desde 1998.

## Palavras
Com o progresso do reavivamento da língua foi necessário criar novas palavras para modernos objetos e conceitos que não existiam antes. Essa tarefa foi submetida aos anciãos  da tribo.  O Cocopah no México usa outra ortografia concebida pelo seu Instituto Nacional de Línguas Indígenas.

## Escrita
A linguagem não tinha alfabeto, até a década de 1970, quando um estudante desenvolveu uma escrita para uma dissertação da universidade. Essa não se mostrou ideal e um novo alfabeto foi desenvolvido pela tribo no início do século XXI. Essa escrita que tem como base o alfabeto latino não usa as letras B, D, F, G, J, L, V, Z. Usa o L simples e também barrado. O S pode ser simples ou usar duas diferentes formas de diacríticos. São usadas as formas Kw, Ly (esse usa-se também barrado), Ny, Qw, Xw.

## Fonologia

### Consoantes
Cocopah usa 21 consoantes:
|                 |                 | Bilabial | Alveolar | Retroflexa | Palatal | Velar | Velar | Glotal |
| planan          | labializada     | Bilabial | Alveolar | Retroflexa | Palatal |       |       | Glotal |
| Nasal oclusival | Nasal oclusival | m        | n        |            | ɲ       |       |       |        |
| Oclusiva        | Oclusiva        | p        | t        | ʈ          | tʃ      | k     | kʷ    | ʔ      |
| Fricativa       | Central         |          | s        | ʂ          | ʃ       | x     | xʷ    |        |
| Fricativa       | Lateral         |          |          |            | ɬʲ      |       |       |        |
| Aproximante     | Central         |          |          |            | j       |       | w     |        |
| Aproximante     | Lateral         |          | l        |            | lʲ      |       |       |        |
| Rótica          | Rótica          |          | r        |            |         |       |       |        |

### Vogais
Cocopah tem 4 vogais.
|          | Anterior | Posterior |
| Fechada  | i / iː   | u / uː    |
| Não alta | e / eː   | a / aː    |

Cocopah apresenta as 4 vogais tanto na forma longa como na curta.

### Sílabas
A sílaba Cocopah pode ser (C)(C)(C)V(ː)(C)(C)
- Duas consoantes juntas no início de palavras consistem de uma fricativa mais outra:  /sp, ʂm, ʃp, xt͡ʃ/. Raros conjuntos de 2 consoantes juntas se iniciam com uma lateral ou com uma oclusiva, ex.: /lt͡ʃ, ɬʲt͡ʃ, ps, t͡ʃp/.
- Grupos de três consoantes juntas são pouquíssimos. Exemplos: /pxk, pxkʷ, spx/.